# ドナルドのベルボーイ
『ドナルドのベルボーイ』（ドナルドのベルボーイ、原題：Bellboy Donald）は、ウォルト・ディズニー・プロダクション（現：ウォルト・ディズニー・カンパニー）が製作した1942年12月18日公開のアニメーション短編映画作品。ドナルドダック・シリーズの第42作である。テーマは「ホテルのベルボーイ」。主役は短気ですぐ宿泊客と喧嘩するホテルのベルボーイ、ドナルドダック。

## あらすじ
高級ホテルでベルボーイとして勤めるドナルドは、今日もオーナーに厳しく指摘される。原因はドナルドの短気な性格が一因しての宿泊客からの苦情だった。しまいにはオーナーから「これ以上お客様にご迷惑をかけるのであれば、即刻解雇（クビ）とする」と言い渡される始末。そのうえ、ドナルドは何の反論もなくひたすら謝罪せざるを得なかった。
そんなドナルドにオーナーは、客に対する態度を改善するようにと、このホテルでのモットーが書いてあるバッジを付けるのであった。そのモットーにはこう記してあった、「THE GUEST IS ALWAYS RIGHT」と。
間もなく、次の客がホテルにやってきて、名誉挽回の好機だとドナルドは期待するが、その客は、運悪くもピートといたずら好きな息子のP.J.だった。ドナルドは最初こそP.J.のいたずらに堪えるも、エレベーターでの悪戯でバッジを潰されて堪忍袋の緒が切れてしまい、エレベーターを破壊するほどボコボコに仕返しをしてしまい、遂には解雇されてしまう。そして完全に狂喜しながらP.J.を連れ出し強烈なスパンキングの嵐を浴びせるドナルドであった。

## スタッフ
- 製作：ウォルト・ディズニー
- 脚本：ジャック・ハンナ
- 音楽：オリバー・ウォレス
- 監督：ジャック・キング

## キャスト
| キャラクター   | 原語版               | 旧吹き替え版 | 新吹き替え版               |
| -------------- | -------------------- | ------------ | -------------------------- |
| ドナルドダック | クラレンス・ナッシュ | 関時男       | 山寺宏一                   |
| ピート         | ジョン・マクリーシュ | 内田稔       | 大平透                     |
| オーナー       | ?                    | 吉水慶       | 島香裕                     |
| PJ             | クラレンス・ナッシュ | 下川久美子   | 山崎たくみ(一部原語版流用) |
| ナレーション   | -                    | 土井美加     | -                          |

## 日本での公開

### 収録
- 『夢と魔法の宝石箱 それゆけドナルド』（VHS、バンダイ・ホームビデオ、旧吹き替え版）
- 『ゆかいな仲間たち ハロー!ドナルド』（VHS、ブエナ・ビスタ・ホーム・エンターテイメント、新吹き替え版）
- 『ドナルドダック・クロニクル Vol.2 限定保存版』（DVD、ブエナ・ビスタ・ホーム・エンターテイメント、新吹き替え版）